# Herbert Dieckmann
Herbert Dieckmann est un spécialiste des Lumières né le 22 mai 1906 à Duisbourg et décédé le 16 décembre 1986 à Ithaca. Historien et théoricien de la littérature, il vit aux États-Unis à partir de 1939. 

## Carrière
Dieckmann soutient son doctorat en 1930 sous la direction d'Ernst Robert Curtius à Bonn : le titre en est Die Kunstanschauung Paul Claudels. En 1933, il émigre avec sa femme d'origine juive, le savant allemand Liselotte Dieckmann, née Neisser, d'abord à Rome, puis à Istanbul en 1934. Il y enseigne à l'École des langues étrangères (Yabancı Diller Okulu) et est aussi chargé de donner des cours d'italien et de latin à l'Université d'État d'Istanbul. Le couple émigre aux États-Unis et est naturalisé en 1945. De 1949 à 1956, Dieckmann est professeur à l'université de Washington à Saint-Louis. Il est par la suite "Fulbright Lecturer" au Collège de France (1956-57) ; "Smith Professor of French and Spanish" et "Chair of the Department of Romance Languages and Literature" à l'Université de Harvard (1957-66), enfin "The Avalon Foundation Professor in the Humanities" à l'Université Cornell (1967-74).  
Dieckmann fait après la guerre en 1949, la découverte sensationnelle de la succession de Denis Diderot (Fonds Vandeul), dans le Château des Ifs (Seine-Maritime). Il publie le matériau littéraire sous le titre Inventaire du fonds Vandeul et inédits de Diderot en 1951. Inventaire du fonds Vandeul et inédits de Diderot créé la base pour une édition complète de Diderot, Œuvres complètes en 1975 (édition dite DPV, qui représente Dieckmann / Varloot / Proust), pour laquelle il collabore avec Jacques Proust, Jean Varloot et Jean Fabre. 
Dieckmann est chevalier de la Légion d'honneur.

## Publications
- Inventaire du fonds Vandeul et inédits de Diderot, Droz, Genève 1951.
- Cinq leçons sur Diderot, Genève 1959.
- Diderot, Œuvres complètes. Édition critique et annotée, publiée sous la direction de Herbert Dieckmann, Jean Fabre et Jacques Proust; avec les soins de Jean Varloot, Paris 1975.